# Hippopodina pectoralis
Hippopodina pectoralis är en mossdjursart som beskrevs av Harmer 1957. Hippopodina pectoralis ingår i släktet Hippopodina och familjen Hippopodinidae. Inga underarter finns listade i Catalogue of Life.